# Панування над природою
Панува́ння над приро́дою (підкорення природи) — ідеологічна доктрина, підтримувана багатьма помітними економістами і філософами ( А. Сміт,  К. Маркс та ін.), виражена в розумінні права людини на використання природи на свій розсуд, без будь-якої моральної оцінки своїх вчинків.
Природу було включено в проблему  матеріального виробництва і їй призначалося бути предметом і об'єктом, страждальною категорією. Людина за допомогою праці дісталася до природи і заявила про панування над нею, кажучи словами  І. Тургенєва: «Природа не храм, а майстерня, а людина в цій майстерні її працівник». Однак використовуючи в своїх цілях природу, людина забула про зворотний зв'язок з природою. Розглядаючи природу з точки зору споживача, людина уявила, що природа є коморою, з якої можна черпати ресурси без всякої міри та обліку. Але вже в епоху  Просвітництва таке положення ставиться під сумнів. Так,  Ж. Руссо робить висновок про те, що розрив генетичного зв'язку природи і суспільства, перехід людини до соціального стану на шкоду стану природному є джерелом як громадських, так і індивідуальних протиріч і конфліктів. Відомий американський еколог  О. Леопольд критикував ідеологію підкорення природи, засновану тільки на матеріальній вигоді для людини, вважаючи, що у своїх відносинах з природою людина повинна керуватися не тільки економічними, а й моральними критеріями.

## Підкорення природи в Радянському Союзі і в Україні
Пік підкорення природи людиною в СРСР припадає на 1930-1950-ті роки. Одним з головних ідеологів підкорення природи був  Максим Горький. У грудні 1931 р. у центральній газеті «Правда» він опублікував статтю під характерним заголовком «Про боротьбу з природою», в якій писав «Оголосимо природі бій — прекрасний, справді  більшовицький намір і потрібно зробити все для того, щоб він негайно перетворився на роботу».. Відвідавши в 1933 р. будівництво  Біломорсько-Балтійського каналу, він заявив: «До того часу, коли ви будете в моєму віці, гадаю, не буде класових ворогів, а єдиним ворогом, проти якого будуть спрямовані всі зусилля людей, буде природа, і ви будете її владиками».
Підкоренню природи сприяло введення в СРСР найжорстокішої  екологічної цензури, коли проти найдурніших, нерозважливих і антиекологічних проектів «перетворення» природи неможливо було заперечити. Будь-яка критика антиекологічних проектів не тільки заборонялася, але і оголошувалась «шкідництвом» з подальшою розправою. Зав. відділом Московського міськкому партії Е. Кольман в статті «Шкідництво в науці» писав в 1931 р.: "Ось саме так, "охорона природи"стає охороною від соціалізму". У результаті непродуманих, науково необґрунтованих і антиекологічних проектів з осушення боліт, масштабних рубок лісів, будівництва ГЕС, створення штучних морів,  Сталінському плану перетворення природи, перекидання північних річок, підняття цілини, акліматизації нових видів диких тварин, закриття в 1951 і 1961 рр. близько 120 заповідників тощо природних багатств в СРСР було завдана масштабна екологічна шкода. Так в Україні, через масштабні рубки лісу в  Карпатах почастішали повені, осушення боліт в українському  Поліссі викликало різке падіння рівня води в колодязях і загибель малих річок, створення  штучних водосховищ на  Дніпрі призвело до зникнення осетрів, затоплення родючих земель, втрати якості води, погіршення клімату.

## Ідеологія (панування) підкорення природи сьогодні і її критика
Ідеологія підкорення природи і в даний час має чимало своїх прихильників. О. Єлісєєв пише: «Необхідно висувати наймасштабніші проекти підкорення і перетворення природи. У числі таких проектів можна назвати: прорив до планет Сонячної системи, освоєння морського дна, пом'якшення клімату (останнє вкрай актуально для Росії), суцільну інтернетизацію і т. д. І осмислювати такі проекти потрібно саме в імперських категоріях, прямуючи не до ідеального суспільства гармонії, але до нових просторів боротьби. Тим самим технічна модернізація набуде військово-героїчного характеру, підносиметься людське буття як над утопічними мріями, так і над суто споживчими інтересами».
Екологічні та моральні наслідки таких пропозицій непередбачувані. М. Лайтман вважає, що: «Найбільша помилка — у тому, що людина думає, начебто вона розуміє, що треба робити в житті і в природі. Раз за разом ми приймаємо довільні рішення, замість того щоб учитися у природи, — а в результаті раз за разом руйнуємо себе і своє оточення».

## Ресурси Інтернету
- Гайденко П. П. Наука — орудие господства человека над природой
- «Панування» над природою
- Нэш Р. Дикая природа и американский разум
- Французький сад як символ панування людини над природою